# Nanaloricus khaitatus
Espèce
Nanaloricus khaitatus est une espèce de loricifères de la famille des Nanaloricidae.

## Distribution
Cette espèce a été découverte à Livourne en Mer Tyrrhénienne dans la Méditerranée.

## Publication originale
- Todaro & Kristensen, 1998 : A new species and first report of the genus Nanaloricus (Loricifera, Nanaloricida, Nanaloricidae) from the Mediterranean Sea. Italian Journal of Zoology, vol. 65, n. 2, p. 219-226 (texte intégral).